# Psychoglypha prita
Psychoglypha prita is een schietmot uit de familie Limnephilidae. De soort komt voor in het Nearctisch gebied.